# 枯葉剤 (青)

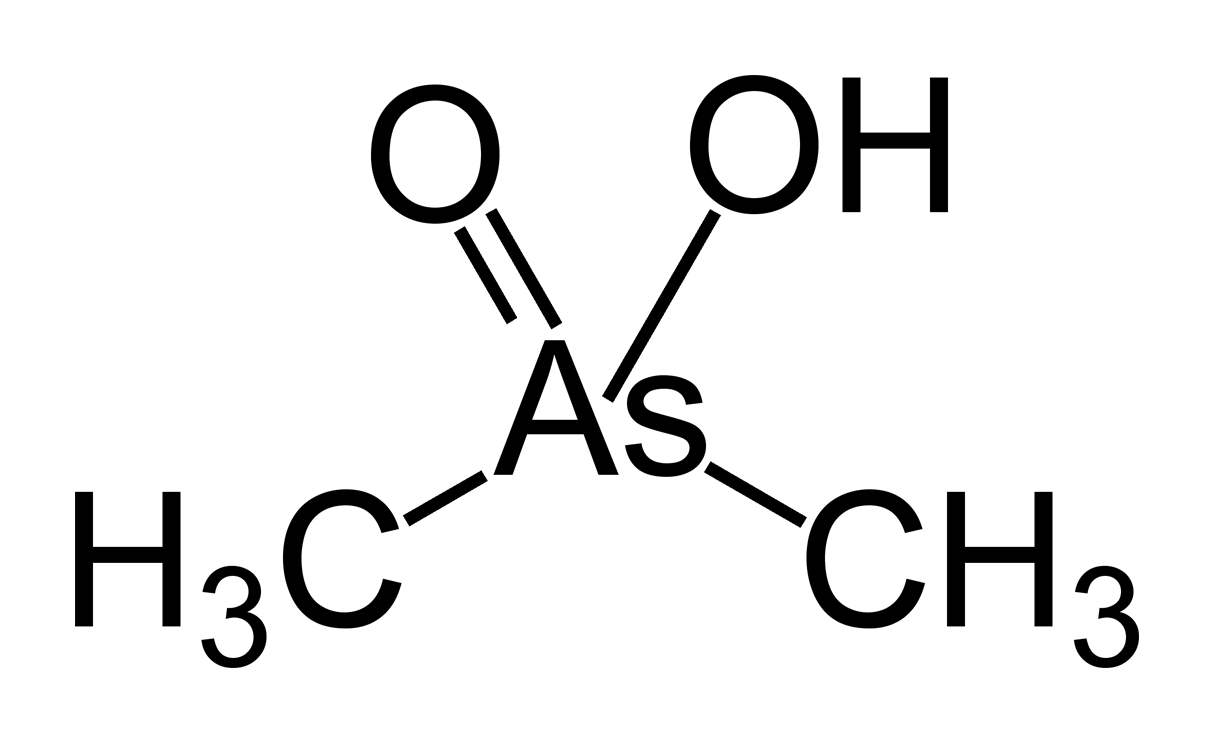
エージェント・ブルーの主成分カコジル酸

枯葉剤 (青)（エージェント・ブルー、Agent Blue）は、アメリカ合衆国がベトナム戦争で使用した、枯葉剤（虹枯葉剤、w:rainbow herbicides）の一つ。水田、耕地に食料を実らせない為に撒かれた。
類縁化合物が現在でもアメリカを中心として用いられている。

## 成分
2種類のヒ素化合物、カコジル酸ナトリウムとカコジル酸（ジメチルアルシン酸）の混合物。
他の枯葉剤とは化学的に異なる。